# ATP Challenger Budapest-2
Der ATP Challenger Budapest (offiziell: Budapest Challenger) war ein Tennisturnier, das von 1986 bis 2005 jährlich in Budapest, Ungarn, stattfand. Es gehörte zur ATP Challenger Tour und wurde im Freien auf Sand gespielt. In den meisten Jahren gab es zwei Austragungen des Turniers. Im Einzel gewannen Răzvan Sabău und Hernán Gumy den Titel je zweimal. Im Doppel war Sergio Roitman viermal erfolgreich.

## Liste der Sieger

### Einzel
| Jahr                         | Sieger                 | Finalgegner             | Ergebnis       |
| ---------------------------- | ---------------------- | ----------------------- | -------------- |
| 2005 (2)                     | Boris Pašanski         | Vasilis Mazarakis       | 4:6, 6:3, 6:0  |
| 2005 (1)                     | Răzvan Sabău (2)       | Jean-Claude Scherrer    | 1:6, 7:63, 6:3 |
| 2004 (2)                     | Stéphane Robert        | Alessio di Mauro        | 6:1, 4:6, 7:5  |
| 2004 (1)                     | Novak Đoković          | Daniele Bracciali       | 6:1, 6:2       |
| 2003 (2)                     | Marc López             | Mariano Delfino         | 6:4, 2:6, 7:5  |
| 2003 (1)                     | Johan Settergren       | Boris Pašanski          | 7:5, 6:4       |
| 2002 (2)                     | Dennis van Scheppingen | Salvador Navarro        | 3:6, 6:3, 6:4  |
| 2002 (1)                     | Mariano Delfino        | Joaquin Muñoz Hernández | 6:3, 6:75, 6:1 |
| 2001 (2)                     | Didac Pérez            | Orest Tereschtschuk     | 6:2, 6:3       |
| 2001 (1)                     | Giorgio Galimberti     | Jarkko Nieminen         | 6:4, 5:7, 6:1  |
| 2000 (2)                     | Diego Moyano           | Vasilis Mazarakis       | 6:3, 6:0       |
| 2000 (1)                     | Edwin Kempes           | Jérôme Golmard          | 6:4 aufgg.     |
| 1999                         | Stéphane Huet          | Werner Eschauer         | 6:3, 7:5       |
| 1998 (2)                     | Renzo Furlan           | Christophe van Garsse   | 6:2, 6:3       |
| 1998 (1)                     | Marcos Ondruska        | Davide Sanguinetti      | 4:6, 7:5, 7:6  |
| 1997 (2)                     | Jan Frode Andersen     | Francisco Costa         | 7:6, 2:6, 6:2  |
| 1997 (1)                     | Steven Randjelovic     | Joaquin Muñoz Hernández | 4:6, 6:3, 6:0  |
| 1996 (2)                     | Răzvan Sabău (1)       | Attila Sávolt           | 6:2, 6:2       |
| 1996 (1)                     | Hernán Gumy (2)        | Karim Alami             | 2:6, 6:2, 6:3  |
| 1995 (2)                     | Carlos Moyá            | József Krocskó          | 6:2, 6:7, 6:4  |
| 1995 (1)                     | Jiří Novák             | Félix Mantilla          | 6:1, 2:6, 6:2  |
| 1994 (2)                     | Kris Goossens          | Christian Ruud          | 4:6, 6:3, 6:2  |
| 1994 (1)                     | Hernán Gumy (1)        | Francisco Montana       | 6:4, 6:2       |
| 1993                         | Jean-Philippe Fleurian | Sándor Noszály          | 6:4, 6:3       |
| 1990–1992: nicht ausgetragen |                        |                         |                |
| 1989                         | Per Henricsson         | Branislav Stankovič     | 7:5, 2:6, 7:6  |
| 1988                         | Roland Stadler         | Sándor Noszály          | 4:6, 6:3, 6:0  |
| 1987                         | Petr Korda             | Alexander Swerew        | 5:7, 6:3, 6:2  |
| 1986                         | Jörgen Windahl         | Jaroslav Navrátil       | 6:1, 7:5       |

### Doppel
| Jahr                         | Sieger                                     | Finalgegner                             | Ergebnis              |
| ---------------------------- | ------------------------------------------ | --------------------------------------- | --------------------- |
| 2005 (2)                     | Leonardo Azzaro Sergio Roitman (4)         | Philipp Petzschner Lars Uebel           | 6:3, 5:7, 6:3         |
| 2005 (1)                     | Stephen Huss Johan Landsberg               | Amir Hadad Harel Levy                   | 7:64, 6:1             |
| 2004 (2)                     | Juan Pablo Brzezicki Mariano Delfino       | Ignacio González King Juan Pablo Guzmán | 2:6, 6:3, 6:2         |
| 2004 (1)                     | Kornél Bardóczky (2) Gergely Kisgyörgy (2) | Daniele Bracciali Manuel Jorquera       | 6:4, 6:2              |
| 2003 (2)                     | Ignacio González King Juan Pablo Guzmán    | Kornél Bardóczky Gergely Kisgyörgy      | 7:5, 4:6, 6:3         |
| 2003 (1)                     | Kornél Bardóczky (1) Gergely Kisgyörgy (1) | Thomas Blake                            | 7:64, 6:0             |
| 2002 (2)                     | Paul Baccanello Sergio Roitman (3)         | Jan Frode Andersen Oliver Gross         | 6:4, 6:75, 6:5 aufgg. |
| 2002 (1)                     | Karol Beck Jaroslav Levinský               | Mariano Hood Sebastián Prieto           | 4:6, 6:4, 6:1         |
| 2001 (2)                     | Oliver Marach Jarkko Nieminen              | Juri Schtschukin Orest Tereschtschuk    | 6:2, 6:3              |
| 2001 (1)                     | Daniel Melo Sergio Roitman (2)             | Jordan Kerr Damien Roberts              | 6:2, 6:4              |
| 2000 (2)                     | Sergio Roitman (1) Andrés Schneiter        | David Miketa David Škoch                | 6:3, 6:3              |
| 2000 (1)                     | Thomas Shimada Myles Wakefield             | Irakli Labadse Dinu Pescariu            | 6:2, 3:6, 6:3         |
| 1999                         | Harel Levy Noam Okun                       | Daniel Fiala Leoš Friedl                | 6:4, 4:6, 6:2         |
| 1998 (2)                     | Gábor Köves Thomas Strengberger            | Leoš Friedl Radek Štěpánek              | 6:4, 6:4              |
| 1998 (1)                     | Chris Haggard Paul Rosner                  | Diego del Río Grant Silcock             | 6:4, 6:2              |
| 1997 (2)                     | Nebojša Đorđević Dušan Vemić               | Kornél Bardóczky Miklós Jancsó          | 6:1, 3:6, 6:4         |
| 1997 (1)                     | Nuno Marques (3) Tom Vanhoudt (3)          | Aleksandar Kitinov Greg Van Emburgh     | 2:6, 6:4, 6:3         |
| 1996 (2)                     | László Markovits Attila Sávolt             | Tuomas Ketola Borut Urh                 | kampflos              |
| 1996 (1)                     | Nuno Marques (2) Tom Vanhoudt (2)          | Eyal Ran Laurence Tieleman              | 6:4, 6:1              |
| 1995 (2)                     | Emanuel Couto (2) João Cunha e Silva (2)   | Gábor Köves László Markovits            | 4:6, 7:5, 6:4         |
| 1995 (1)                     | Pablo Albano Hendrik Jan Davids            | Rikard Bergh Matt Lucena                | 6:4, 6:4              |
| 1994 (2)                     | Emanuel Couto (1) Tamás György             | Jeff Belloli Aleksandar Kitinov         | 6:2, 7:5              |
| 1994 (1)                     | João Cunha e Silva (1) Nuno Marques (1)    | Gábor Köves László Markovits            | 6:7, 6:4, 7:6         |
| 1993                         | Filip Dewulf Tom Vanhoudt (1)              | Stefano Pescosolido Massimo Valeri      | 7:5, 6:3              |
| 1990–1992: nicht ausgetragen |                                            |                                         |                       |
| 1989                         | Peter Bastiansen Per Henricsson            | George Cosac Florin Segărceanu          | 4:6, 6:4, 6:3         |
| 1988                         | Denis Langaskens Eduardo Masso             | Peter Bastiansen Peter Flintsø          | 6:4, 7:5              |
| 1987                         | Josef Čihák Cyril Suk (2)                  | Christer Allgårdh David Engel           | 6:2, 7:6              |
| 1986                         | Stanislav Birner Cyril Suk (1)             | Peter Bastiansen Brett Buffington       | 6:1, 7:5              |